# Абросово (присілок, Новгородська область)
Абросово (рос. Абросово) — присілок в Пестовському районі Новгородської області Російської Федерації.
Населення становить 43 особи. Входить до складу муніципального утворення Богословське сільське поселення.

## Історія
Від 2004 року входить до складу муніципального утворення Богословське сільське поселення

## Населення
| 2009 | 2010 |
| ---- | ---- |
| 60   | ↘43  |